# Basílica de Santo Domingo (Córdoba)
La Basílica de Santo Domingo es un templo católico ubicado en las céntricas calles de Deán Funes y Vélez Sársfield, de la ciudad de Córdoba (Argentina), es uno de los templos más importantes del país. Fue testigo de hechos fundamentales, desde el nacimiento mismo de la nación. Actualmente guarda parte del patrimonio histórico, cultural y arquitectónico del país.
Este templo está bajo la custodia de los dominicos, con 400 años de permanencia en la provincia de Córdoba. Su actual estructura data de las construcciones realizadas entre 1857 y 1861, y es la tercera que se levanta en el mismo terrenos, ya que las dos anteriores fueron arrasadas por las aguas del arroyo La Cañada, que inundaba periódicamente la joven ciudad, y databan del siglo XVII.
En su construcción se destacan claramente las cuatro torres, cuyas cúpulas están revestidas con finos azulejos donados por Justo José de Urquiza, quien organizó constitucionalmente el país en 1853. Hasta principios del siglo XX, el templo estuvo pintado de blanco, pero luego se cambió por la tonalidad que hoy presenta.
Ya dentro del edificio, se destaca la forma de cruz latina con que fue construido. En la nave central se encuentra el altar de plata, confeccionado en el Alto Perú en el siglo XVIII, y en sus cúpulas se pueden apreciar las pinturas de los Evangelistas.
En el altar pueden apreciarse las figuras de Cristo crucificado, Santo Domingo y San Francisco, como así también los escudos de las familias acaudaladas que contribuyeron para concretar la construcción del templo.
Sobre el altar, la imagen de la Virgen del Rosario del Milagro, declarada patrona de la Arquidiócesis de Córdoba en 1937.

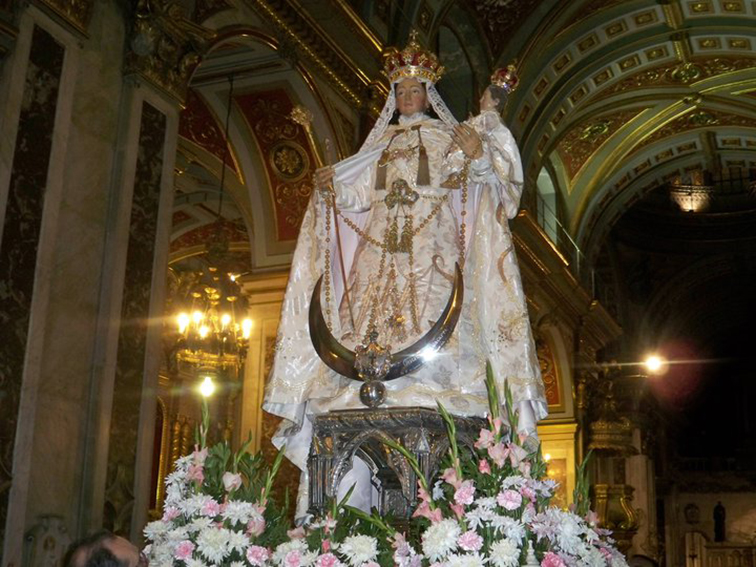
Virgen del Rosario del Milagro, patrona de Córdoba